# Liste der Monuments historiques in Josselin
Die Liste der Monuments historiques in Josselin führt die Monuments historiques in der französischen Gemeinde Josselin auf.

## Liste der Bauwerke
| Bezeichnung | Beschreibung | Standort                                       | Kennzeichnung | Schutzstatus   | Datum     | Bild |
| --- | ------------ | ---------------------------------------------- | ------------- | -------------- | --------- | ---- |
| Schloss Josselin |              | Rohan (Lage)                                   | PA00091310    | Classé         | 1928      |      |
| Calvaire der Kapelle Sainte-Croix                                                                                     |              | Rue de la Chapelle (Lage)                      | PA00091311    | Inscrit        | 1928      |      |
| Zwei Häuser |              | Rue Saint-Michel (Lage)                        | PA00091321    | Inscrit        | 1929      |      |
| Zwei Fachwerkhäuser                                                                                                   |              | 5, 7, rue des Trente (Lage)                    | PA00091323    | Inscrit        | 1935      |      |
| Basilika Notre-Dame-du-Roncier mit drei Heiligenfenstern aus der Renaissance (siehe auch: Heiligenfenster (Josselin)) |              | Place Notre-Dame (Lage)                        | PA00091312    | Inscrit        | 1927 1929 |      |
| Kapelle Sainte-Croix                                                                                                  |              | Rue de la Chapelle (Lage)                      | PA00091313    | Inscrit        | 1975      |      |
| Kirche St-Martin |              | (Lage)                                         | PA56000057    | Inscrit        | 2003      |      |
| Fontaine de la Vierge                                                                                                 |              | Chemin de la Fontaine (Lage)                   | PA00091314    | Inscrit        | 1928      |      |
| Hôtel |              | 4, rue Olivier-de-Clisson (Lage)               | PA56000007    | Inscrit        | 1996      |      |
| Hôtel d’Aumont |              | 6, rue des Devins (Lage)                       | PA56000062    | Inscrit        | 2007      |      |
| Haus |              | 3, rue des Devins (Lage)                       | PA00091315    | Inscrit        | 1944      |      |
| Mail |              | Place de la Résistance (Lage)                  | PA56000006    | Inscrit        | 1996      |      |
| Haus |              | 3, rue Georges-Le-Berd (Lage)                  | PA00091317    | Inscrit        | 1933      |      |
| Haus |              | 4, place de la Résistance (Lage)               | PA00091322    | Inscrit        | 1944      |      |
| Haus |              | Place Notre-Dame Rue Olivier-de-Clisson (Lage) | PA00091318    | Inscrit        | 1931      |      |
| Haus |              | 3, rue Glatinier (Lage)                        | PA00091316    | Inscrit        | 1944      |      |
| Haus Morice |              | 21, rue Olivier-de-Clisson (Lage)              | PA00091320    | Inscrit Classé | 1933 1939 |      |
| Fachwerkhaus |              | 34, rue des Trente (Lage)                      | PA00091324    | Inscrit        | 1963      |      |
| Haus |              | 27, rue Olivier-de-Clisson (Lage)              | PA00091319    | Inscrit        | 1931      |      |